# Fernando Cardenal
Fernando Cardenal Martinez (ur. 26 stycznia 1934 w Granadzie, zm. 20 lutego 2016 w Managui) – nikaraguański jezuita i polityk, teolog wyzwolenia, brat Ernesto Cardenala, minister oświaty w latach 1984–1990 z ramienia partii sandinistów.